# Го Линлин
Го Линлин (кит. упр. 郭玲玲, пиньинь Guō Línglíng; род. 18 августа 1989, Цысянь, Хэбэй) ― китайская тяжелоатлетка-паралимпиец, многократная чемпионка мира, чемпионка Паралимпийских Азиатских игр 2010 года. Чемпионка Паралимпийских игр 2020 в Токио в весе до 41 кг и Паралимпийских игр 2024 в Париже в весе до 45 кг.

## Биография
Го Линлин выступает в паралимпийском пауэрлифтинге, где единственная дисциплина ― это жим лёжа. Этот вид спорта регулируется Международным паралимпийским комитетом (Всемирный паралимпийский пауэрлифтинг) и открыт для всех с минимальным уровнем инвалидности, которые могут вытянуть руки в пределах 20 ° от полного разгибания во время подъёма. Пауэрлифтинг проводится на летних Паралимпийских играх с 1984 года.
Го Линлин завоевала золотую медаль в весе до 45 кг на женском чемпионате мира по тяжёлой атлетике 2017 года в Мехико и в 2019 году на чемпионате мира в Нур-Султане (Казахстан).
В 2017 году она установила новый мировой рекорд в 110 кг.
На Открытом чемпионате мира по пауэрлифтингу Азии и Океании 2018 года она улучшила этот мировой рекорд, подняв 114 кг.
На чемпионате мира 2019 года она установила новый мировой рекорд в весовой категории 45 кг среди женщин, подняв 118 кг.
Го Линлин выиграла золотую медаль в весовой категории до 41 кг среди женщин на летних Паралимпийских играх 2020 года в Токио (Япония) и установила новый мировой рекорд 109 кг.
На Паралимпиаде-2024 в Париже завоевала «золото» в весовой категории до 45 кг. В первой попытке установила новый паралимпийский рекорд — 113 кг, во второй — обновила его до 118 кг, в третьей попытке установила новые мировой и паралимпийский рекорды — 122 кг. В четвёртой попытке заказала вес 123 кг и вновь обновила оба рекорда.